# Oberhausen bei Kirn
Oberhausen bei Kirn est une municipalité allemande située dans le land de Rhénanie-Palatinat et l'arrondissement de Bad Kreuznach.